# Ons Volk Ontwaakt
Ons Volk, tot 1932 Ons Volk Ontwaakt, was een Belgisch Nederlandstalig tijdschrift van katholieke, Vlaamsgezinde strekking. Het verscheen wekelijks en was een van de eerste Vlaamse geïllustreerde tijdschriften.

## Historiek

### Stichting en eerste jaren
Ons Volk Ontwaakt verscheen voor het eerst op 7 september 1911. Het werd uitgegeven door de samenwerkende vennootschap Volksontwikkeling in Antwerpen en werd in Turnhout bij Splichal gedrukt. De leiding berustte bij Alfons Van de Perre en Arnold Hendrix en het blad werd geredigeerd in het kantoor van hun Katholiek Vlaamsch Secretariaat, met als eerste redacteur hun medewerker, de jonge Ernest Claes. Weldra werd voor het tijdschrift de Nederlands-Belgische journalist Alfons Martens, zwager van Filip de Pillecyn, aangetrokken als hoofdredacteur. Het hoofdartikel in het eerste nummer was door Frans Van Cauwelaert geschreven. In 1914 viel de publicatie stil door de Eerste Wereldoorlog.

### Na de Eerste Wereldoorlog
Na de oorlog werd op 8 juni 1918 de uitgave hernomen. Enige tijd later werd het tijdschrift opgenomen in de uitgaven van de nv De Standaard. Onder de medewerkers bevonden zich onder meer de debuterende journalisten Marnix Gijsen en Jan Boon. Er werd in het blad grote aandacht besteed aan Vlaamse figuren. De Vlaamsgezinden aan het front werden in herinnering gebracht. Hilarion Thans en Felix Timmermans behoorden tot de medewerkers.
Vanaf de 18de jaargang in 1932 werd het tijdschrift opgevolgd door het weekblad met de verkorte titel Ons Volk. Dit blad droeg binnenin nog de oude titel, tot die titel bij jaargang 23 in 1937 definitief verdween, omdat het tijdschrift meer naar een gezinsblad evolueerde.
Tijdens de Tweede Wereldoorlog werd de publicatie opnieuw onderbroken.

### Na de Tweede Wereldoorlog
In 1945 werd het weekblad hernomen door de uitgevers van De Nieuwe Standaard. Vanaf de lente van 1947 werd de uitgave opnieuw verzorgd door De Standaard-groep. Pol Heyns (1906-1960) was van 1945 tot 1960 hoofdredacteur. Ons Volk werd een ontspannend leesblad voor het gezin en bereikte in 1973 een oplage van 150.000 exemplaren, met daarnaast Ons Volkske voor de jeugd, op 32.000 exemplaren.
Na het faillissement van De Standaard NV in 1976, werd Ons Volk overgenomen door Femmes d'aujourd'hui en geïncorporeerd in Het Rijk der Vrouw.

## Structuur
De redactie was ondergebracht bij het Katholiek Vlaamsch Secretariaat. Vanaf november 1911 waren uitgever en redactie gevestigd in de Montignystraat te Antwerpen.

### Hoofdredactie
| Tijdspanne  | Hoofdredacteur |
| ----------- | -------------- |
| 1911 - 1914 | Alfons Martens |
|             |                |
| 1919 - ?    | ...            |
| 1925 - 1940 | Alfons Martens |
|             |                |
| 1945 - 1960 | Pol Heyns      |
| ...         |                |

### Bekende (ex-)medewerkers
- Jan Boon
- Ernest Claes
- Jef Crick[2]
- Marnix Gijsen

- Arnold Hendrix
- Pol Heyns
- Alfons Martens
- Hilarion Thans

- Felix Timmermans
- Frans Van Cauwelaert
- Alfons Van de Perre
- Pil